# Puto kosztarabi
Puto kosztarabi är en insektsart som beskrevs av Miller 1993. Puto kosztarabi ingår i släktet Puto och familjen ullsköldlöss. Inga underarter finns listade i Catalogue of Life.